# 蔣思孝
蔣思孝（1544年—？），字移之，號紹虹，貴州普安衛軍籍，直隸應天府溧陽縣人，明朝政治人物。

## 生平
嘉靖四十年（1561年）辛酉科貴州鄉試第二十六名舉人，四十四年（1565年）中式乙丑科會試第三百四十三名，三甲第一百七十四名進士。工部觀政，授行人司行人，升禮部主事，升郎中，出為韶州府知府，萬曆十五年（1587年）八月出為雲南按察司副使，十六年（1588年）丁父憂歸。

## 家族
曾祖蔣勝，義官；祖父蔣廷璧，南京國子監學正；父蔣宗魯，都察院右僉都御史。母潘氏（封安人）。兄蔣思忠，弟蔣思元。